# Power of the Dollar
Power of the Dollar è il primo album in studio del rapper statunitense 50 Cent, registrato con la Columbia Records ma mai pubblicato ufficialmente. L'album uscì comunque in maniera ufficiosa nel 2000 e divenne popolare grazie ai numerosi bootleg.

## Tracce
1. Intro – 1:11
2. The Hit – 3:41
3. The Good Die Young (produced by Al West) – 4:02
4. Corner Bodega – 1:36
5. Your Life's on the Line (produced by Terence Dudley) – 3:38
6. That Ain't Gangsta – 3:25
7. As the World Turns (featuring U.G.K.) – 4:20
8. Ghetto Qu'ran (Forgive Me) (produced by Trackmasters) – 4:34
9. Da Repercussions – 3:28
10. Money by Any Means (featuring Noreaga) (produced by Trackmasters) – 4:03
11. Material Girl (featuring Dave Hollister) – 4:35
12. Thug Love (featuring Destiny's Child) (produced by Rashad Smith, co-produced by Joshua Michael Schwartz and Brian Koerulf) – 3:16
13. Slow Doe (produced by Trackmasters) – 3:54
14. Gun Runner (featuring Black Child) – 1:55
15. You Ain't No Gangsta (produced by Sha Self) – 3:37
16. Power of the Dollar – 3:26
17. I'm a Hustler (produced by DJ Scratch) – 3:55
18. How to Rob (featuring The Madd Rapper) (produced by Trackmasters) – 4:25